# Гамле Осло
Ґамле Осло (норв. Gamle Oslo — Старе Осло) — історична місцевість та адміністративний район (бюдель) в Осло.